# لي لاندي
لي لاندي هي ممثلة صينية ولدت في 2 سبتمبر 1999 والمعروفة أيضًا باسم لاندي لي . 

## حياتها السابقة
التحقت لي بالأكاديمية المركزية للدراما في عام 2018 بعد حصولها على المركز الثاني في امتحان القبول في التعليم العالي الوطني . 

## حياتها المهنية
ظهرت لي لأول مرة في سن العاشرة ببطولة فيلم (Aini Shugeleshui) . 
اكتسبت لي الانتباه لأول مرة مع دورها في مسلسل (Chinese Style Relationship)،  في العام التالي ظهرت بأدوار رئيسية في مسلسل (All About Secrets) ومسلسل (Wu Xin: The Monster Killer 2) الذي ساعدها على الأشتهار.    ظهرت لي لاحقًا في مسلسل ( My Huckleberry Friends) والمسلسل الرومانسي ( Never Gone) وتلقت لي مراجعات إيجابية لأدائها.   
في عام 2019 لعبت لي دور البطولة في المسلسل الرومانسي التاريخي ( Dreaming Back to the Qing Dynasty)  في نفس العام قامت ببطولة في الفيلم الرومانسي (Adoring) .  أدرجت مجلة فوربس الصين اسم لي ضمن قائمة 30 تحت سن 30 في آسيا 2019 والتي تتألف من 30 شخصًا مؤثرًا تقل أعمارهم عن 30 عامًا وكان لهم تأثير كبير في مجالاتهم. 

## الجوائز
| عام  | جائزة                                                  | الفئة                 | عمل معين          | المرجع. |
| ---- | ------------------------------------------------------ | --------------------- | ----------------- | ------- |
| 2016 | مهرجان تشينغهاي شينينغ السينمائي للأطفال لحماية البيئة | أفضل ممثلة طفلة واعدة | شاو نيان تشى وانغ | [ 14 ]  |
| 2017 | الكرنفال السابع iQiyi All-Star                         | جائزة الوافد الجديد   | أصدقائي التوت     | [ 15 ]  |
| 2018 | جوائز الدراما التلفزيونية الصينية العاشرة              | لايوجد                | [ 16 ]            |         |
| 2019 | جوائز أيفينغ أختيار إزياء                              | لايوجد                | [ 17 ]            |         |